# Villegerveldsmolen
De Villegerveldsmolen was een koren- en oliemolen in Velden, in de huidige Nederlandse gemeente Venlo.
De molen bevond zich aan de rand van de toenmalige dorpskern, en werd in 1867 gebouwd door Joseph van der Stein. Toen de molen, een jaar later, gereed was, verkocht hij hem aan Leonard van de Hombergh, die van oorsprong bakker was. De molen werd verhoogd en veranderd in een bergmolen. In deze bergmolen werd een kazemat met machinekamer gebouwd en onder in de molen stond een maalstoel.
Tussen 1925 en 1927 werd de molen onttakeld en voorzien van een regenkap. De laatste Van den Hombergh stopte in 1960 en in diezelfde tijd werd het molenbedrijf stilgelegd.
Benders Molen · Bovenste Molen · Distelmolen · Geërfdenmolen · Molen van Geurts · Goofersmolen · Goossensmolentje · Hellmolen · Holtmeule · Italiëmolen · Jansens Standerdmolen · Laaghuismolen · Lohofsmolen · Maagdenbergsmolen · Maalbekermolen · Molen van het Aldt Huys · De Meule · Munnikemolen · Oliemolen · Onderste Molen · Ottenmolen · Panhuismolen · Patersmolen · Peetersmolen · Picardiemolen · Polvermolen · Sint-Antoniusmolen · Spanjaertsmolen · Stadsmolen · Molen van Van der Steen · Rijstpelmolen Van Dinteren · Rosmolen Verzijl · Villegerveldsmolen · Watermeule · Watermolen Lomm · Weizemolen · Wymarse Molen